# 재보궐선거
재보궐선거(再補闕選擧, 영어: by-election, bye-election, special election, bypoll) 또는 재보충선거(再補充選擧, 영어: supplementary election)는 대통령, 국회의원 또는 기초·광역단체장, 기초·광역의원, 교육감 등의 빈 자리가 생겼을 때 다음 정기선거일까지 이를 메우기 위해 실시하는 선거이다. 재선거와 보궐선거로 나뉜다.

## 재선거
공직선거가 당선자의 선거법 위반 등으로 공정하게 치러지지 않았을 경우 당선을 무효화시키고 다시 선거를 치르는 선거이다. 선거결과 당선자가 없거나, 당선자가 임기 개시 전에 사퇴·사망하거나, 피선거권이 없게 된 때, 또는 법원으로부터 당선무효의 판결이 있을 경우에 치러진다.

## 보궐선거
선거에 의해 선출된 의원 등이 임기 중 탄핵, 사퇴, 사망, 실형 선고 등으로 인해 그 직위를 잃어 공석 상태가 되는 경우가 있는데, 이를 궐위라고 한다. 보궐 선거는 궐위를 메우기 위해 치러지며 재선거와 달리 법원으로부터의 당선무효 판결이 없이 의원이 사퇴한 경우가 이에 해당한다.

## 판례
현행 공선법이 국회의원 재보궐선거일을 총선거일과 동일하게 평일인 수요일로 지정한 것이라든지 그 투표시간을 총선거와 동일한 시간대로 지정한 것은 그러한 입법자의 입법재량 범위 내에 있다고 보인다. 나아가 최소투표율제도를 도입하게 되면 투표실시결과 그러한 최소투표율에 미달하는 투표율이 나왔을 때 그러한 최소투표율에 도달할 때까지 투표를 또 다시 실시하지 않을 수 없게 되는데, 그것을 막기 위해 선거권자들로 하여금 투표를 하도록 강제하는 과태료나 벌금 등의 수단을 채택하게 된다면 자발적으로 투표에 참가하지 않는 선거권자들의 의사형성의 자유 내지 결심의 자유를 부당하게 축소하고 그 결과로 투표의 자유를 침해하여 결국 자유선거의 원칙을 위반할 우려도 있게 된다.

## 같이 보기
- 총선거
- 지방 선거
- 간접 선거
- 직접 선거
- 선거 제도
- 대한민국의 선거
- 대한민국의 재보궐선거